# Городищево (Рязанская область)
Городищево — деревня в Рязанском районе Рязанской области. Входит в Семёновское сельское поселение.

## География
Находится в центральной части Рязанской области на расстоянии приблизительно 12 км на юг по прямой от вокзала станции Рязань II.

## История
На карте 1924 года была отмечена как Городищенские выселки. На карте 1941 года деревня отмечена уже как Городище, также здесь учтено тогда было 34 двора.

## Население
Численность населения: 51 в 2002 году (русские 100 %), 75 в 2010.